# Fawley (Buckinghamshire)
Pour les articles homonymes, voir Fawley.
Fawley est un village du Buckinghamshire, Angleterre. Ce village est situé à la frontière de l'Oxfordshire, à 11 km à l'ouest de Marlow et au nord de Henley-on-Thames.
Son nom est d'origine anglo-saxonne. Il signifie « fallow-coloured woodland clearing ». Dans le Domesday Book de 1086, il est enregistré sous le nom de Falelie.

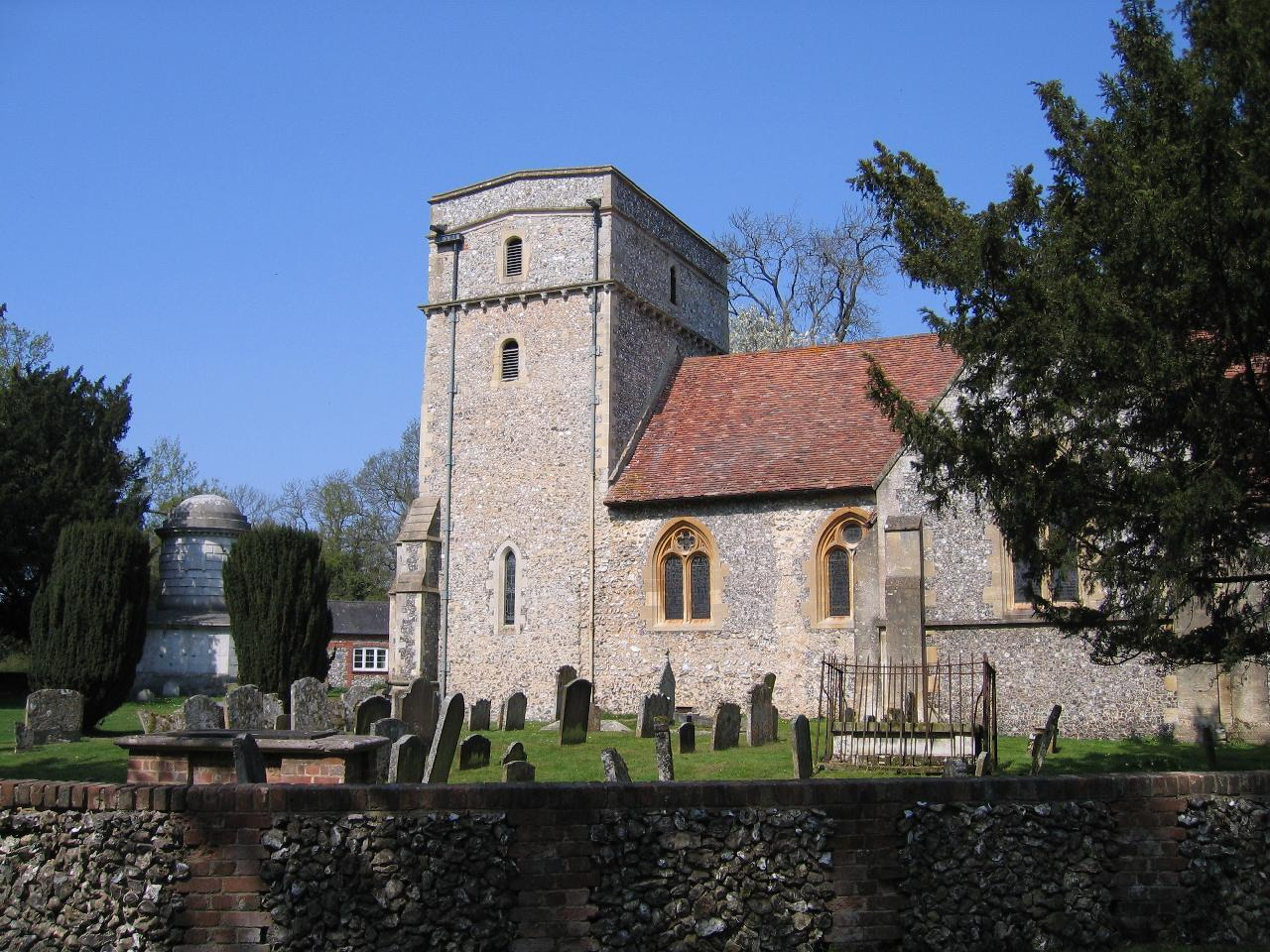
Église St Mary's, Fawley